# Раскатов, Александр Михайлович
Алекса́ндр Миха́йлович Раска́тов (род. 9 марта 1953, Москва) — советский и немецкий композитор.

## Биография
Родился 9 марта 1953 года в Москве в еврейской семье. Отец — сотрудник журнала «Крокодил», поэт и детский писатель Михаил Евсеевич Раскатов (1924 — не позднее 1996), его памяти посвящён «Кадиш» для сопрано и струнного квартета (1996); мать — врач-хирург Лия Леопольдовна Литвин (1918—?), участница Великой Отечественной войны. В 1978 году окончил Московскую консерваторию (класс Альберта Лемана), в 1980 году — ассистентуру-стажировку под руководством Тихона Хренникова, работал в игровом и мультипликационном кино. Член Союза композиторов СССР, после распада СССР — Союза композиторов России, новой Ассоциации современной музыки (1998), лауреат премии Пасхального Зальцбургского фестиваля (1998). В 1993 году уехал в Париж. С 1994 года жил с семьёй в Германии, с 2007 года в Германии и во Франции. Член Российского авторского общества.

## Творчество
Творчество Раскатова связано с еврейской и русской народной музыкой, еврейской историей, а также церковным пением. Его музыку исполняют Александр Ивашкин, Гидон Кремер, Юрий Башмет, Марк Пекарский, Иван Соколов, Елена Васильева, Клод Делангль, ансамбль Дмитрия Покровского, Netherlands Blazers Ensemble, Hilliard Ensemble, Schönberg Ensemble, Sabine Meyer Wind Ensemble, Beautiful Mountain Ensemble и другие.

## Семья
Первая жена — композитор Ольга Магиденко (нем., род. 1954), дочь композитора Михаила Магиденко.
- Сын — Валентин Раскатов, редактор новостных агентств РИА Новости — Википедия (wikipedia.org) и Sputnik в Германии[10].
- Сын — Евгений Раскатов, химик (Калифорнийский университет в Санта-Крузе)[11].

Вторая жена — певица Елена Васильева, сопрано, стажировавшаяся у Элизабет Шварцкопф.

## Избранные сочинения
- Концерт для гобоя и 15 струнных (1987)
- Соната для альта и фортепиано (1988)
- Stabat Mater для высокого голоса и органа (1988)
- Музыка к фильму «СЭР» (1989).
- Опера «Колодец и маятник» (1989—1991).
- «66 сонет» для сопрано и 12 инструментов (1990)
- «Dolce far niente» для виолончели и фортепиано (1991)
- «Xenia» для камерного оркестра (1991)
- «Kyrie eleison» для виолончели соло (1992)
- «Miserere» для альта, виолончели и оркестра (1992, памяти О. Кагана)
- «Misteria brevis» для фортепиано и ударных (1992, 2-я редакция 1995).
- Концерт для гобоя и 15 струнных (1993)
- «Мадригал в металле» для 5 перкуссионистов (1993)
- Литания для 15 музыкантов (1994)
- Струнный квартет «I will see a rose at the end of the path» (1994, посвящение Софии Губайдулиной)
- «Pas de Deux» для сопрано и двух саксофонов (1994, текст А.Арто).
- Credo in Byzantium для клавесина или органа (1995)
- Urlied для альта и струнных (1995)
- Sonnenuntergangslieder (1995, на слова Гёльдерлина)
- Молитва для сопрано и струнного квартета (1996)
- «Resurrexit» для сопрано, меццо-сопрано и камерного оркестра (1996—1997).
- Ритуал для сопрано и ударных (1997, на стихотворение Велимира Хлебникова)
- Ритуал II для четырёх саксофонов, ударных, фортепиано и струнных (1998—1999).
- Про-кофьев и Контра-кофьев для духовых и ударных (1999)
- «Славься» для четырёх мужских голосов и церковных колоколов (2000).
- «In nomine» для сопрано и ансамбля (2001).
- «Fünf Minuten aus dem Leben von W.A.M» для скрипки и камерного оркестра (2001).
- «… и уходят поля в небо…», мини-кантата на слова Жуковского, Баратынского и Геннадия Айги для квартета и сопрано (2001).
- «Кадиш» (Еврейская молитва, 2001)
- «The Last Freedom» для хора и оркестра (2001)
- «Гриль-музыка» для ударных (2002)
- Стихира для двух гитар (2002)
- «Молитва» (2002)
- «Голоса замерзшей земли» для семи голосов, духовых и ударных на тексты русских народных песен (2002)
- Концерт для альта (2003)
- «Gens Extoris», концерт для фортепиано и струнных (2005)
- Опера «Собачье сердце» (2008—2009).

## Награды и премии
- Премия Пасхального фестиваля в Зальцбурге за лучшую композицию (1998).